# 商業演劇
商業演劇（しょうぎょうえんげき）は、演劇のジャンルの一つ。
欧米にはスターシステム、プロデュースシステム、ロングランシステムなどのシステムを基盤とした娯楽性の強いショービジネスがある。これに対し日本では「商業演劇」は「伝統芸能や芸術運動としての新劇・小劇場演劇以外の呼称」として用いられている。

## 欧米の商業演劇

### イギリス
ロンドンの劇場地区（London Theaterland）のウェスト・エンド・シアターは商業演劇街として知られる。
イギリスの劇場文化の歴史は1576年に劇作家で俳優であり劇場経営者でもあるジェームズ・バーベッジによってシアター座と呼ばれる初の常設劇場が開設されたことに始まる。しかし、この建物は解体され、その建材を利用して1599年にサザークに改めてグローブ座が建設された。
グローブ座も1642年にピューリタンにより閉鎖されたが、1660年の王政復古でデュークス・カンパニーとキングス・カンパニーの2つが誕生した。また、初のウエストエンドの劇場としてシアターロイヤルが開場したが、火災で焼失し、クリストファー・レンの設計により新劇場が建築されドルリーレーン王立劇場と改称された。
以後、19世紀まで2つのカンパニーには正統とされた科白劇の独占的な上演権が認められた。1737年の演劇検閲法により、戯曲は検閲を受け、その他の非勅許劇場では音楽のショーのみが認められた。この規制を回避するために音楽を伴うドラマ仕立てのショーやパントマイムが誕生し、パブ併設のホールや専用劇場が建設されるようになった。多くの劇場の開館に伴ってウエスト・エンドは次第に有名になり、1843年の劇場法で上演条件が緩和されたことで劇場数は急拡大し、第一次世界大戦まで劇場建設ブームが続いた。
第二次世界大戦後になると脚本の検閲を回避するため、演劇クラブによる画一的な演目が多くなり観客は減少した。しかし、1968年劇場法改正で検閲が廃止され、1980年代に入るとミュージカルブームが到来した。

### アメリカ
アメリカの演劇産業は商業演劇と非営利演劇の二つに分けられる。このうち商業演劇にはニューヨークのブロードウェイ、ラスベガスのシアター、各地に存在する食事もできるディナーシアターなどがある。非営利演劇が収益のほか民間からの寄付により成り立っているのに対し、商業演劇では主に投資家やスポンサーからの資金で成り立っている。
イギリス・ロンドンのウエスト・エンドと並ぶ有名な商業演劇街が、アメリカ・ニューヨークのブロードウェイである。
ブロードウェイの劇場には、ブロードウェイ、オフブロードウェイ、オフ・オフ・ブロードウェイの3類型がある。
この3類型のうちブロードウェイは完全な商業演劇とされ、劇場規模も一般に座席数500席以上と大きく、事業者団体ブロードウェイリーグに認められた施設のみが「ブロードウェイハウス」を名乗ることができる。
オフブロードウェイはマンハッタンに点在する商業演劇と非営利演劇が混在した劇場である。
これらに対し、オフ・オフ・ブロードウェイは1950年代に保守的なブロードウェイ演劇に対抗して興った小規模な劇場群（座席数99席以下）で実験的・挑戦的な作品が多い。
ブロードウェイがプロデューサー・システムによる大劇場での商業主義演劇であるのに対し、オフブロードウェイの多くは小劇場での実験的・前衛的な演劇である。ただし、オフブロードウェイで上演されるものにも世界的な成功を収めてロングランを続けているものがある。

## 日本の商業演劇
日本では先述のように「商業演劇」は「伝統芸能や芸術運動としての新劇・小劇場演劇以外の呼称」として用いられている。
具体的には興行資本による演劇を「商業演劇」、巡業を主体とする座長芝居を「大衆演劇」として区別してきた。しかし、時代の変化により、新劇団の多くも会社組織となる一方、芸能プロダクションの演劇進出、プロデュース公演の増加などから、従来の観点でのジャンルの区別は無意味になりつつあるとされる。

### 商業演劇の興行
広義には、チケットを販売してその購入者向けに上演される演劇作品はすべて商業演劇とも言えるが、特に新劇、小劇場演劇と区別する意味で「商業演劇」という名称が存在する。
商業演劇を主催するのは、主に松竹や東宝などの大手興行会社である。多くの収益を見込み、大規模な劇場で、主役に花形スターを擁すなどして、1ヶ月単位で公演が行われる。一等席・二等席・三等席などの席種が設定され、一等席は、１万2千円～1万5千円程度、三等席は4～5千円程度の料金設定であることが多い。
東京や京阪のように、芸能人が居住する地区の劇場は、俳優・歌手の宿泊料や東京・京阪からの交通費が不要であり、芸能界志望者が勉強として観劇するが、名古屋や福岡のように商業演劇の主役になる芸能人が居住しない地区の劇場は、客は娯楽として観劇し、俳優・歌手の宿泊料や東京・京阪からの交通費を招く劇場が負担するので利益が出にくく、かつて商業演劇の劇場だった名鉄ホールは貸しホールになり、中日劇場は御園座と2013年、統合案が報道された。御園座の建て替えは完成予定の2017年末で、中日劇場は2018年初を目途に自主公演を取りやめ、中日ビル建替えまでの期間は貸しホールにして、名古屋圏の観劇人口の分散防止して収益向上しようとしているし、福岡の博多座は第三セクターでここ数年、正規で買うより安い半額チケットや、タダ券がたくさん出回り、博多座の観客の間で問題になっており、特に歌舞伎公演において問題になっていて、看板俳優・歌手が少ないので、東京・京阪以外の商業演劇劇場の収益向上は難しい。

### 商業演劇の団体客
一般的な演劇と比較して、その演劇自体に興味を持ってチケットを購入する個人の観客に比べ、様々な窓口を通じての団体客が多いことが特徴である。
大劇場で長期間上演されるがゆえに、個人の演劇鑑賞意欲にも増して、いわゆるお得意さんに大きく依存せざるを得ない実情がある。
簡保、生保、農協などの団体観劇が減少し、観劇環境は厳しく、中日劇場が閉館した理由にもなっている。

### 劇場
商業演劇が上演されることの多い主な劇場として、下記劇場がある。
- 帝国劇場（東宝直営）
- シアタークリエ（東宝直営）
- 新橋演舞場（松竹系）
- 明治座（歌手の歌謡ショー付きの公演…「歌手芝居」が多い）
- サンシャイン劇場
- 御園座
- 中日劇場（中日新聞社グループ）
- 京都南座（松竹直営）
- 大阪松竹座（松竹直営）
- 新歌舞伎座
- 博多座（第三セクター）

以上に歌舞伎専用劇場の歌舞伎座を加え、日本演劇興行協会に加盟する劇場